# NGC 174
NGC 174 est une galaxie spirale barrée située dans la constellation du Sculpteur. NGC 174 a été découverte par l'astronome britannique John Herschel en 1834.

## Caractéristiques
Sa vitesse par rapport au fond diffus cosmologique est de 3 932 ± 21 km/s, ce qui correspond à une distance de Hubble de 48,6 ± 3,4 Mpc (∼159 millions d'al).
NGC 174 présente une large raie HI et elle renferme des régions d'hydrogène ionisé. De plus, c'est une galaxie du champ, c'est-à-dire qu'elle n'appartient pas à un amas ou un groupe et qu'elle est donc gravitationnellement isolée. 
La luminosité de la NGC 174 dans l'infrarouge lointain (de 40 à 400 µm) est égale à 6,71 × 1010 {\displaystyle L_{\odot }} (1010,79{\displaystyle L_{\odot }}) et sa luminosité totale dans l'infrarouge (de 8 à 1 000 µm) est de 7,49 × 1010 {\displaystyle L_{\odot }} (1010,90{\displaystyle L_{\odot }}).

## Morphologie
Cette galaxie est classifiée comme étant une lenticulaire partout, mais l'image obtenue du relevé Pan-STARRS montre bien qu'il s'agit d'une spirale. Le professeur Seligman a récemment modifié son avis en consultant cette image en la classant comme une spirale barrée.